# ORP Wicher (1928)
ORP Wicher – polski niszczyciel (według nazewnictwa okresu dwudziestolecia międzywojennego, kontrtorpedowiec) typu Wicher w służbie w Marynarce Wojennej od 1930 roku, pierwszy nowoczesny okręt II Rzeczypospolitej. W latach międzywojennych pełnił funkcję jednostki flagowej Dywizjonu Kontrtorpedowców, odwiedzając wiele zagranicznych portów z kurtuazyjnymi wizytami. Jako jedyny z polskich okrętów swojej klasy uczestniczył w początkowej fazie kampanii wrześniowej, zatopiony przez niemieckie samoloty 3 września 1939 roku.

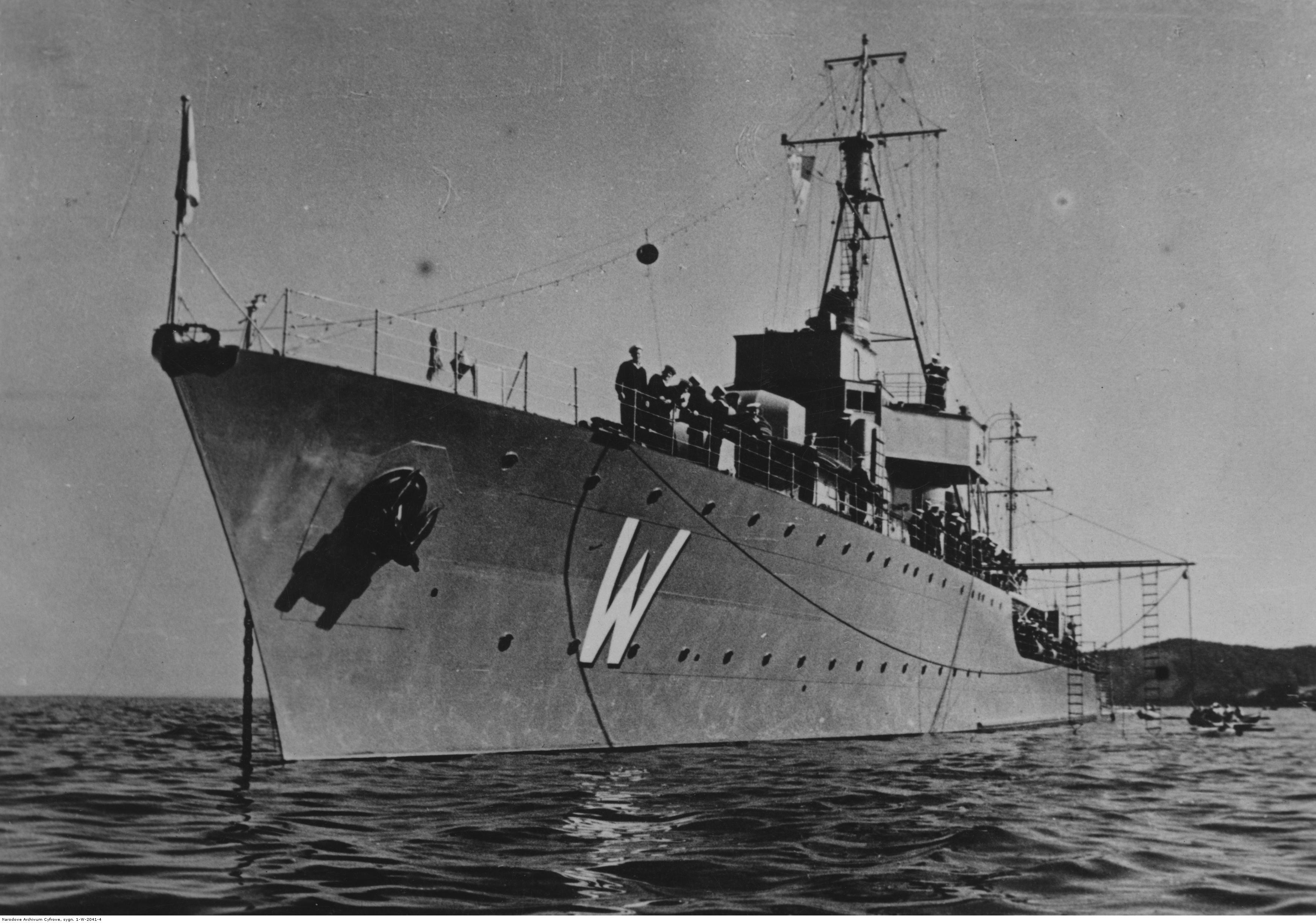
ORP „Wicher” zakotwiczony na redzie

## Zamówienie i budowa
Po uzyskaniu przez rząd Władysława Grabskiego francuskiej pożyczki stabilizacyjnej na cele zbrojeniowe, ówczesny minister spraw wojskowych, generał Władysław Sikorski, w porozumieniu z szefem Kierownictwa Marynarki Wojennej, kontradmirałem Jerzym Świrskim, zdecydowali na konferencji w Inowrocławiu 7 września 1925 roku o włączeniu do programu rozbudowy floty dwóch kontrtorpedowców. Zgodnie z warunkami umowy pożyczkowej, miały one być zbudowane przez francuską stocznię Chantiers Naval Français w Blainville. Ten warunek postawili niektórzy członkowie rządu francuskiego, posiadający udziały w tym przedsiębiorstwie. W wyniku trwających od listopada 1925 roku negocjacji warunków ze stocznią, 2 kwietnia 1926 roku podpisano kontrakt na budowę dwóch kontrtorpedowców, opartych na planach francuskiego typu Bourrasque (Simoun). W tamtym okresie miały to być okręty niemające w swej klasie równych sobie na całym Morzu Bałtyckim. Wartość całości kontraktu wynosiła 1 202 100 dolarów (15 769 134,36 USD w roku 2015), czas budowy pierwszej jednostki (przyszłego „Wichra”) przewidziano na 27 miesięcy, drugiej (przyszłej „Burzy”) na 39 miesięcy od daty zawarcia umowy.
Uroczyste położenie stępki pod „Wichra” odbyło się 19 lutego 1927 roku. Pierwszy nit wbił symbolicznie Alfred Chłapowski, ambasador Polski w Paryżu, drugi – kontradmirał Świrski. Wodowanie kadłuba nastąpiło 10 lipca 1928 roku, z kłopotami, ponieważ okręt utknął na pochylni i niezbędne było użycie holowników dla ściągnięcia go na wodę. Matką chrzestną została żona ambasadora Chłapowskiego, Helena. Francuska stocznia miała w trakcie budowy spore trudności organizacyjne, związane zarówno z brakiem doświadczenia wśród jej kierownictwa, jak i strajkami, wybuchającymi w całym przemyśle stoczniowym Francji. Również strona polska, reprezentowana przez przewodniczącego Komisji Nadzorczej, komandora Xawerego Czernickiego, kierowała do stoczni żądania dokonania ulepszeń w konstrukcji. W efekcie już podczas wodowania opóźnienie terminów wynosiło około pół roku i w toku dalszych prac sukcesywnie rosło.
8 lipca 1930 roku „Wicher” wcielony został w skład Marynarki Wojennej. Pierwszym dowódcą okrętu został komandor podporucznik Tadeusz Morgenstern-Podjazd, który w siedem dni później przyprowadził kontrtorpedowiec do Gdyni.

## Opis konstrukcji

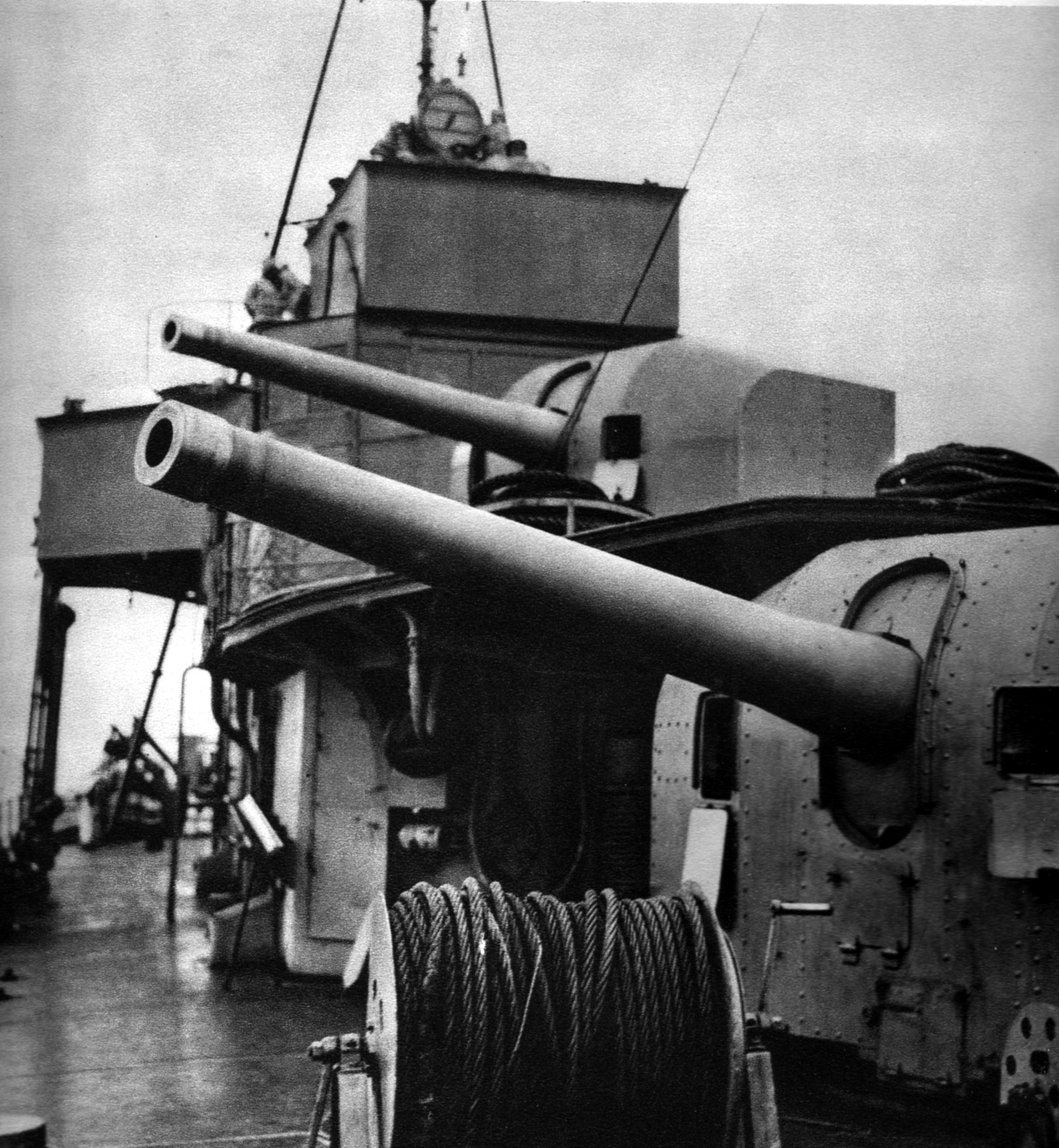
Podstawowe uzbrojenie „Wichra” stanowiły cztery pojedyncze armaty Schneider-Creusot wz. 1924 kal. 130 mm

„Wicher” miał długość całkowitą 106,9 m (100,9 m między pionami), szerokość maksymalną 10,5 m i średnie zanurzenie normalne wynoszące 3,3 m (konstrukcyjne 2,9 m, maksymalne 3,8 m). Wyporność standardowa wynosiła 1400 ton metrycznych, normalna 1540, pełna 1910 ton. Napęd stanowiły dwa zespoły turbin parowych systemu Parsonsa o łącznej mocy 35 000 KM, poruszające za pośrednictwem przekładni dwa wały napędowe. Parę do turbin dostarczały trzy trójwalczakowe kotły wodnorurkowe typu Yarrow-Normand, opalane ropą, umieszczone w dwóch kotłowniach. Turbiny i kotły zostały wyprodukowane w Ateliers et Chantiers de la Loire w Saint-Nazaire. Zapas paliwa, wynoszący maksymalnie 330 ton, pozwalał uzyskać zasięg 3000 mil morskich przy prędkości ekonomicznej 15 węzłów, projektowana prędkość maksymalna, 33 węzły, została nieznacznie przekroczona podczas prób morskich, kiedy uzyskano 33,8 węzła.
Główne uzbrojenie artyleryjskie kontrtorpedowca stanowiły cztery pojedyncze armaty Schneider-Creusot wz. 1924 kal. 130 mm, umieszczone po dwie na dziobie i rufie, w superpozycjach. Ich maksymalny kąt podniesienia lufy wynosił 35°, donośność przy strzelaniu pociskiem o masie 32,5 kg 18 100 m, zaś całkowita masa działa z osłoną 12 700 kg. Artyleria przeciwlotnicza okrętu składała się z dwóch pojedynczych dział Vickers wz. 28 kal. 40 mm o długości lufy 40 kalibrów, maksymalnym kącie podniesienia 85°, szybkostrzelności teoretycznej 200, praktycznej 120 strzałów na minutę, donośności poziomej 5700 m i pionowej 3980 m oraz, od 1935 roku, dwóch zdwojonych, najcięższych karabinów maszynowych Hotchkiss wz. 1930 kal. 13,2 mm. Działa Vickersa zainstalowane były na pokładzie, po obu stronach nadbudówki rufowej, karabiny maszynowe na skrzydłach platformy ponad pomostem dowodzenia.
Dwa potrójne aparaty torpedowe kal. 550 mm, z reduktorami dla kalibrów 533 i 450 mm, umieszczone były w osi symetrii okrętu, za ostatnim kominem. Pomiędzy nimi znajdowała się wieżyczka reflektorów. Dwie zrzutnie bomb głębinowych, z zapasem 20 bomb po 200 kg, zainstalowane były w podpokładowych tunelach na rufie. W początkowym okresie służby, do 1934 roku, okręt dysponował także dwoma miotaczami bomb głębinowych Thornycroft z zapasem 6 bomb po 100 kg. Na pokładzie mocowane były dwa tory minowe, łącznie dla 60 min kontaktowych wz. 08. Uzbrojenie dostarczył arsenał w Cherbourgu.
Kontrtorpedowiec posiadał na wyposażeniu trzy radiostacje: główną SM1K, krótkofalową RKD/K oraz alarmową Y, a także radionamiernik R-J. Przewidziana etatem załoga miała składać się z 10–12 oficerów oraz 150 podoficerów i marynarzy.

## Przebieg służby

### Lata międzywojenne

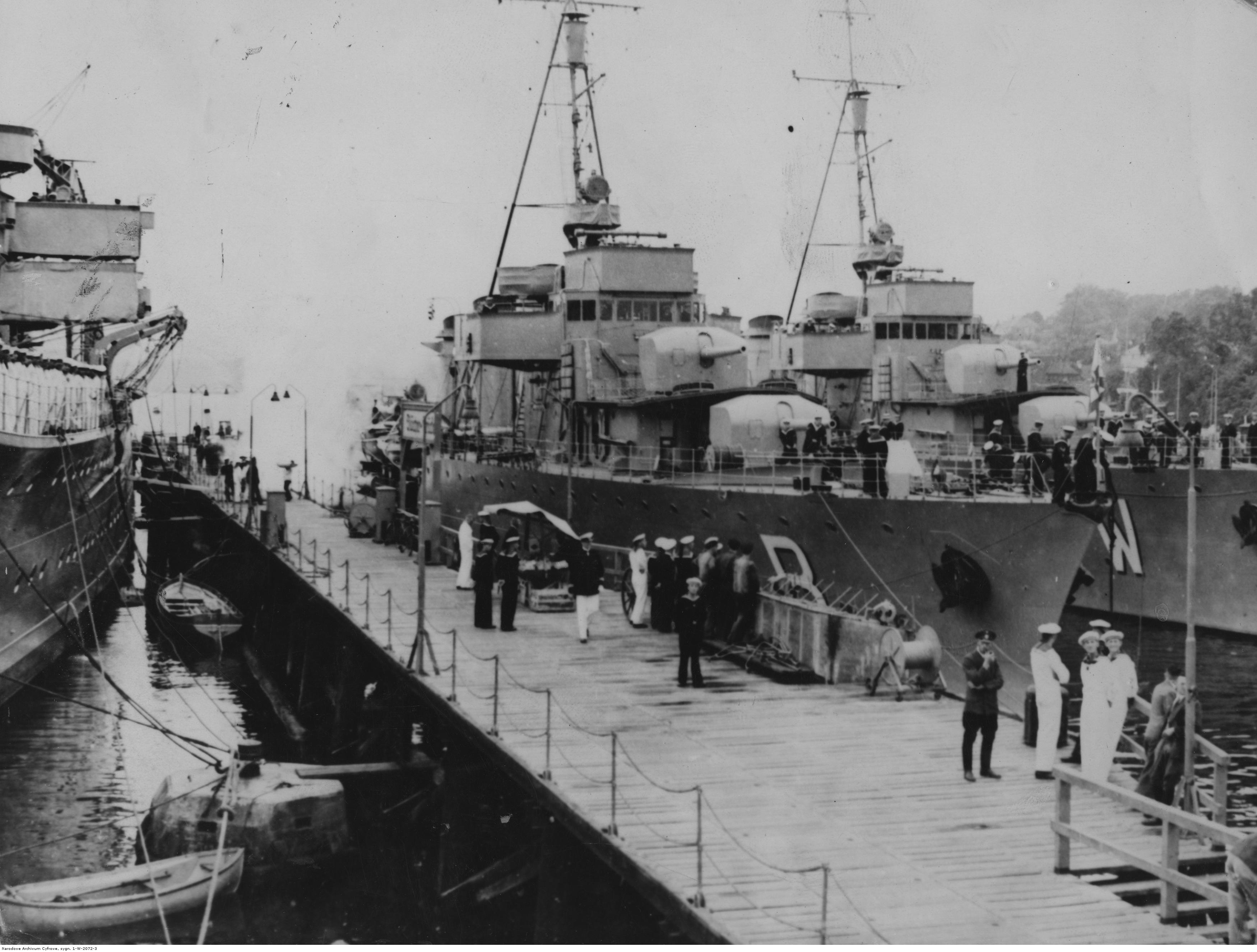
„Wicher” i „Burza” z wizytą w Kilonii, 1935 r.

Po rozpoczęciu służby pod polską banderą „Wicher” został okrętem flagowym dowódcy Dywizjonu Torpedowców, komandora porucznika Romana Stankiewicza. Od 8 do 13 sierpnia 1930 roku pełnił honorową eskortę statku pasażerskiego „Polonia”, na którego pokładzie prezydent Ignacy Mościcki odbywał kurtuazyjną wizytę w Tallinnie. W marcu następnego roku „Wicher” popłynął przez Lizbonę do Funchal, skąd powrócił do Gdyni z odbywającym kurację na Maderze marszałkiem Józefem Piłsudskim. Rejs ten, pierwszy oceaniczny okrętu bojowego w historii PMW, został opisany między innymi przez kapitana marynarki (późniejszego komandora) Konrada Namieśniowskiego.
W czerwcu 1932 roku zdecydowana postawa dowódcy „Wichra” odegrała ważną rolę w tzw. kryzysie gdańskim, wymuszając na Senacie Wolnego Miasta zgodę na przywrócenie polskiej flocie prawa port d’attache, korzystania z Gdańska jako portu macierzystego i związanych z tym przywilejów. W sierpniu tegoż roku zespół polskich okrętów z „Wichrem” jako okrętem flagowym komandora Józefa Unruga odbył kurtuazyjną wizytę w Sztokholmie. Po wejściu do służby siostrzanej „Burzy” (19 sierpnia 1932 roku) utworzono Dywizjon Kontrtorpedowców. W lipcu 1934 roku zespół ten popłynął z oficjalną wizytą do Leningradu, po raz pierwszy i jedyny w okresie międzywojennym wizytując radziecki port.
Jako reprezentacyjny zespół okrętów polskiej floty, Dywizjon Kontrtorpedowców odwiedzał w kolejnych latach, oficjalnie i nieoficjalnie, między innymi Kopenhagę, Kilonię (pierwsza wizyta w porcie niemieckim, na zaproszenie admirała Raedera, podczas której grupa polskich oficerów poleciała do Berlina i była podejmowana na specjalnym bankiecie oraz spotkała się z Adolfem Hitlerem), Helsinki i Lipawę, gdzie „Wicher” został zadokowany na przegląd i konserwację. W 1935 roku kontrtorpedowiec zagrał w filmie Rapsodia Bałtyku. W maju 1937 roku „Wicher” przestał być okrętem flagowym Dywizjonu Kontrtorpedowców, przekazując tę funkcję nowemu niszczycielowi „Grom”. Ostatnią zagraniczną wizytą „Wichra” był rejs do Tallinna i Rygi w sierpniu 1937 roku.
Na przełomie lat 1937–1938 na „Wichrze” i siostrzanej „Burzy” przeprowadzono nieznaczną modernizację i uzupełnienie wyposażenia. Zaniechano również malowania dotychczasowego znaku taktycznego, dużej białej litery „W” z cieniem, na burtach na dziobie okrętu. W dalszych planach dowództwo floty przewidywało poważną przebudowę obydwu okrętów, z wymianą artylerii głównej na 120 mm armaty kal. 120 mm wz. 36 Bofors, identyczne jak na niszczycielach typu Grom i stawiaczu min „Gryf”, wzmocnieniem artylerii przeciwlotniczej oraz połączeniem trzech kominów w jeden szeroki, aby upodobnić sylwetki wszystkich polskich kontrtorpedowców. W związku z brakiem funduszy, a później wybuchem wojny, zamierzenia te pozostały wyłącznie na papierze. Po ponownym wejściu do służby nowym, i już ostatnim, dowódcą „Wichra” został komandor podporucznik (od 1 kwietnia 1939 roku komandor porucznik) Stefan de Walden. Jego zastępcą był od września 1938 roku kapitan marynarki Radosław Nowakowski.
W pierwszej połowie 1939 roku stan mechanizmów napędowych kontrtorpedowca nakazywał konieczność dokowania i wykonania przeglądu, ale obowiązująca wówczas podwyższona gotowość floty nie pozwoliła na jego zrealizowanie. Ponadto opracowywany już wtedy plan Peking, wysłania trzech najwartościowszych okrętów na Zachód, nie obejmował „Wichra”, który był przewidziany do pozostawienia dla obrony Wybrzeża. Od 18 marca cały Dywizjon Kontrtorpedowców został postawiony w stan zwiększonej gotowości w związku z obawami, że po bezproblemowej aneksji Kłajpedy Hitler, powracający do Rzeszy na czele floty, mógłby spróbować uczynić to samo wobec Gdańska. Pod koniec sierpnia ogłoszono we flocie mobilizację alarmową. W jej ramach okręt pobrał dodatkową amunicję bojową w miejsce ćwiczebnej oraz zapasy. Dowódca otrzymał do dyspozycji 11 000 dolarów amerykańskich, do wykorzystania w razie konieczności zawinięcia do obcego portu.

### Obrona Wybrzeża

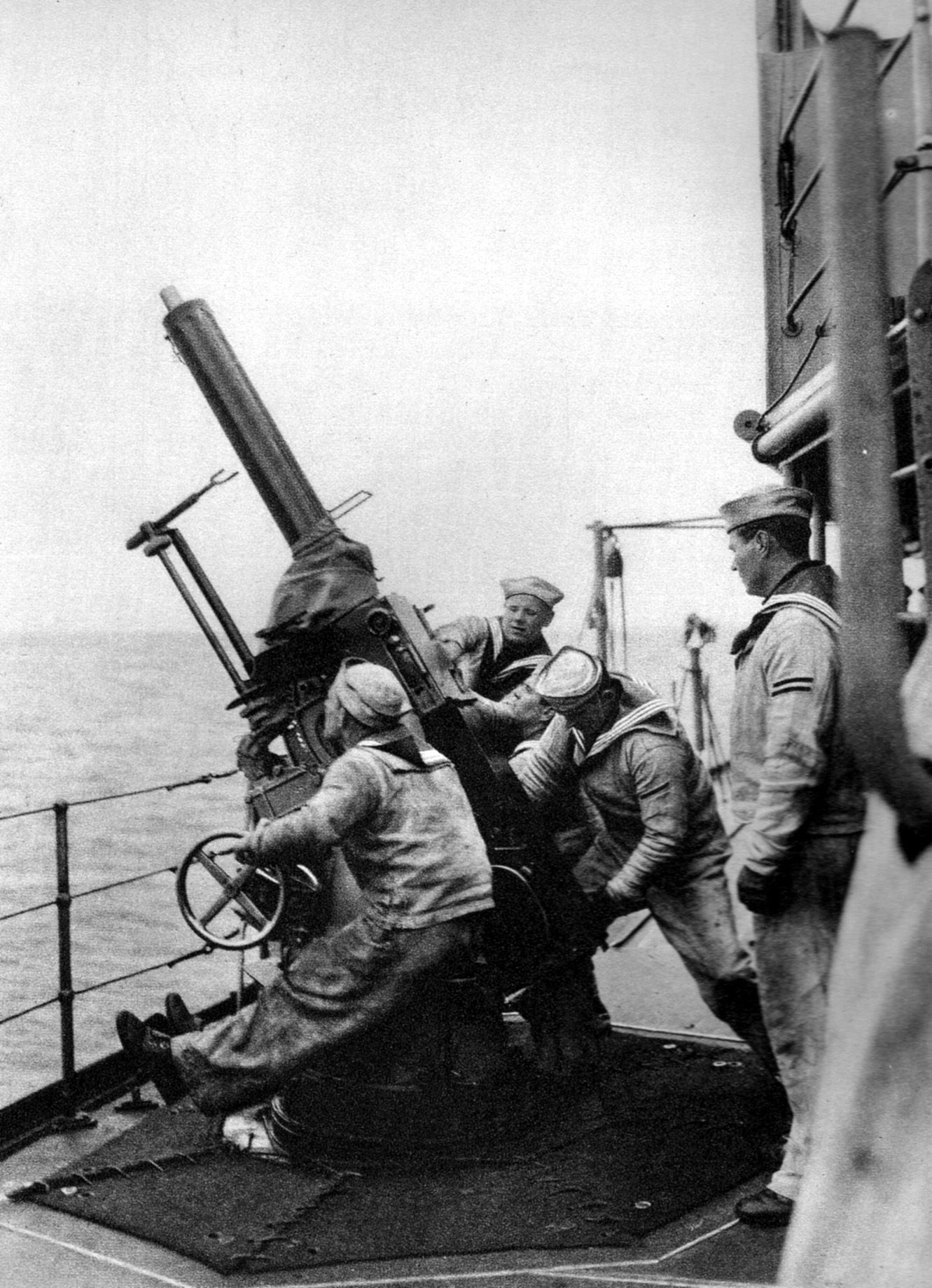
Obsługa działka przeciwlotniczego 40 mm na „Wichrze”

Po odpłynięciu 30 sierpnia 1939 roku „Groma”, „Błyskawicy” i „Burzy” do Wielkiej Brytanii, „Wicher” pozostał na Wybrzeżu jako jedyny z polskich niszczycieli. W nocy z 31 sierpnia na 1 września znajdował się na redzie Gdyni. Przed godziną 7.00 rano nad polskimi jednostkami pojawiły się trzy wodnosamoloty Heinkel He 59 (lub He 60). Początkowo zostały wzięte za własne maszyny, zgodnie z radiogramem otrzymanym poprzedniego dnia, awizującym przelot trzech polskich samolotów (badania historyków wskazują na możliwość, że depesza ta była dezinformacją niemieckiego wywiadu). Po rozpoznaniu maszyn jako niemieckich, ówczesny oficer artyleryjski „Wichra”, porucznik Zbigniew Kowalski, wydał rozkaz otwarcia ognia. Według relacji niektórych świadków, także Niemcy ostrzelali polski okręt z broni pokładowej.
Zgodnie z przygotowanym jeszcze na przełomie lat 1938–1939 planem operacji minowych w Zatoce Gdańskiej, w nocy z 1 na 2 września polska flota miała przeprowadzić akcję o kryptonimie Rurka. Polegała ona na postawieniu zagrody minowej na linii Hel – Sopot, aby zagrodzić niemieckim okrętom dostęp do polskiego wybrzeża. „Wicher” miał ubezpieczać stawiającego miny „Gryfa” od strony Pilawy. Po pobraniu przez „Gryfa” zapasu min, polski zespół został późnym popołudniem zaatakowany w rejonie Helu przez bombowce nurkujące Junkers Ju 87 z IV(Stuka)./LG 1 (Lehrgeschwader – pułk szkolny lub pułk instruktorski). Głównymi celami były dwa największe okręty: „Gryf” i „Wicher”. Umiejętne manewrowanie kontrtorpedowcem przez komandora de Waldena pozwoliło mu uniknąć bomb. Jednocześnie eksplozje bomb w pobliżu burt „Gryfa” spowodowały szereg uszkodzeń oraz śmiertelne rany u pięciu członków jego załogi, w tym dowódcy, komandora podporucznika Stefana Kwiatkowskiego. Jego zastępca, kapitan Wiktor Łomidze, nakazał wyrzucenie za burtę kilkudziesięciu uszkodzonych wstrząsami, nieuzbrojonych min i poprosił dowództwo portu helskiego o zgodę na zawinięcie celem przekazania na ląd poległych i rannych. Po jej uzyskaniu polecił wyrzucić za burtę także pozostałych 270 nieuzbrojonych min, po czym wpłynął do portu. W tej sytuacji operacja Rurka musiała zostać odwołana, o czym jednak nikt nie poinformował dowódcy „Wichra”, który skierował swój okręt na przewidzianą planem pozycję na zachód od Pilawy.
W nocy obserwatorzy na polskim okręcie zauważyli w odległości około 4500 m dwa niemieckie niszczyciele (według historyków były to najprawdopodobniej „Georg Thiele” i „Richard Beitzen”), a wkrótce kolejny okręt, rozpoznany jako krążownik lekki „Leipzig” (w rzeczywistości prawdopodobnie niszczyciel „Leberecht Maass” lub któryś z eskortowców). Związany rozkazami o osłanianiu operacji Rurka, a nie wiedząc o jej anulowaniu, dowódca „Wichra” nie zdecydował się wydać rozkazu o otwarciu ognia. Stefan de Walden twierdził później, że w ten sposób stracił niepowtarzalną okazję na zadanie przeciwnikowi poważnych strat, ponieważ niemieckie okręty znajdowały się na tle rozświetlonego blaskiem księżyca horyzontu, stanowiąc doskonały cel dla obsług wyrzutni torpedowych i dział, a on sam nie był przez nich widziany. Jednak według części historyków jest to teza nieuprawniona, ponieważ gdyby rozkaz o odwołaniu minowania dotarł do komandora, nie znajdowałby się on pod Pilawą, tylko został zawrócony do portu.
„Wicher” powrócił do portu helskiego 2 września nieco po 5.00 rano. Zgodnie z rozkazem Dowództwa Floty (a wbrew opinii komandora de Waldena, który chciał podjąć próbę przedzierania się przez Cieśniny Duńskie), został przekształcony w baterię pływającą, zakotwiczoną na stałe na Helu, podobnie jak uszkodzony „Gryf”. Z pokładu zdjęto broń podwodną: torpedy i bomby głębinowe, zatrzymano część mechanizmów okrętowych i wygaszono główne kotły. W dalszej części dnia artylerzyści kontrtorpedowca brali udział w odpieraniu niemieckich ataków powietrznych, uzyskując prawdopodobne zestrzelenie jednego z samolotów.

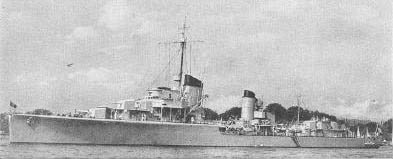
Niszczyciel „Leberecht Maass”

Naloty nękające na cypel helski, prowadzone przez samoloty Kü.Fl.Gr. 506 (Küstenfliegergruppe – dywizjon lotnictwa obrony wybrzeża), trwały przez całą noc z 2 na 3 września. Nie wyrządziły co prawda większych szkód, ale nie pozwalały zasnąć ani załodze lądowej obrony Helu, ani załogom zakotwiczonych okrętów. Po ich ustaniu, około 6.55, atak na Hel przeprowadziły dwa niemieckie niszczyciele: „Leberecht Maass” i „Wolfgang Zenker”. Otworzyły one ogień z dużej odległości. W miarę zbliżania się Niemców, strzelać rozpoczęły „Gryf” i „Wicher”, a wkrótce po nich także bateria im. Heliodora Laskowskiego (cztery działa kal. 152 mm). Polscy artylerzyści (najprawdopodobniej z baterii cyplowej lub „Gryfa”) uzyskali trafienie w maskę ochronną działa nr 2 na „Leberecht Maass”, co spowodowało, że Niemcy postawili zasłonę dymną i odpłynęli, ścigani ogniem z polskich stanowisk. Po polskiej stronie odnotowano straty na „Gryfie”, po trafieniu w rejon stanowiska działek przeciwlotniczych.

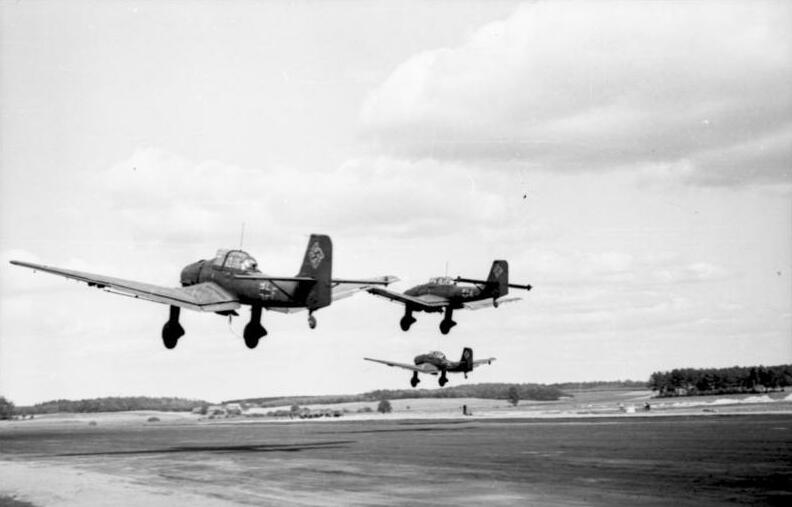
Startujący klucz Ju 87, wrzesień 1939 r.

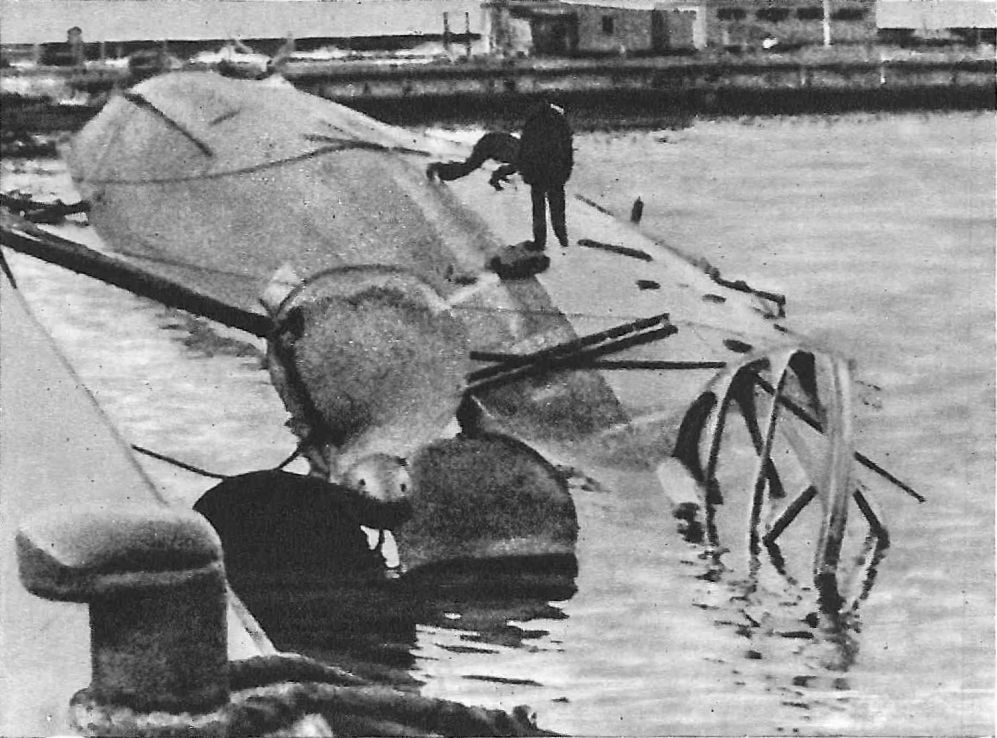
Wrak niszczyciela w porcie helskim

Około 9.00 rano nad portem helskim ponownie pojawiły się niemieckie samoloty, Junkersy Ju 87 z 4(St)/186 (T) Trägerstaffel 186 (eskadra pokładowa, sformowana dla budowanego lotniskowca „Graf Zeppelin”). Silny ogień polskiej obrony przeciwlotniczej spowodował, że nalot przeprowadzono z dużej wysokości. Trafiony i poważnie uszkodzony został „Gryf”, na którym skupiła się uwaga niemieckich lotników, „Wicher” uniknął bezpośrednich trafień. Podobnie szczęśliwie dla kontrtorpedowca zakończył się nalot przeprowadzony w dwie godziny później. W porannych nalotach Niemcy stracili co najmniej jedną maszynę (J9+ML), z załogą złożoną z podoficerów Wilhelma Czupryna i Ericha Reinharda.
Kolejny, decydujący nalot na port helski został przeprowadzony wczesnym popołudniem 3 września. Pierwsze nad cyplem pojawiły się wodnosamoloty z 506. i 706. Kü.Fl.Gr., ściągając na siebie uwagę obrońców. Niemieckie bombowce nurkujące z 4(St)/186 (T) Trägerstaffel, dowodzone przez Hauptmanna (kapitana) Ericha Blattnera, rozpoczęły atak wkrótce po godzinie 15.00. W krótkim czasie „Wicher” został trafiony czterema bombami, w pokład dziobowy, burtę i śródokręcie. Pilotami dwóch spośród atakujących samolotów byli Oberleutnant (porucznik) Hans Rummel i Oberleutnant Karl-Hermann Lion. Zginął jeden z marynarzy (starszy marynarz Edward Kwiatkowski), a około 20 (17 do 22 według różnych relacji) zostało rannych. Okręt przewrócił się na prawą burtę i zatonął przy nadbrzeżu w płytkiej wodzie basenu portowego. Relacje niektórych świadków potwierdzają fakt ostrzeliwania ratujących się Polaków z broni pokładowej atakujących samolotów. Większość zdolnych do dalszej służby marynarzy weszła w skład obrony lądowej półwyspu, walcząc do kapitulacji 2 października 1939 roku.
Po zajęciu przez Niemców portu helskiego wrak kontrtorpedowca został podniesiony na równą stępkę i przeholowany w pobliże zatopionego „Gryfa”. W części publikacji pojawia się informacja o planach wyremontowania go i wcielenia do Kriegsmarine pod nazwą „Seerose”. Plany te zostały jednak zarzucone, prawdopodobnie na skutek pożaru wraku. Ostatecznie okręt został odholowany poza obręb portu i zatopiony na płyciźnie po zewnętrznej stronie falochronu na równej stępce, z wystającymi ponad poziom morza nadbudówkami i kominami. W 1945 roku wycofujący się z Helu Niemcy podłożyli pod dziobową nadbudówkę ładunki wybuchowe, których eksplozja spowodowała zniszczenie tej części wraku. 
W okresie powojennym wystające ponad powierzchnię wody części wraku zostały wysadzone przez polskich minerów. Pozostałe resztki wciąż spoczywają na dnie Zatoki Gdańskiej w pobliżu falochronu portu helskiego. Są uznane za chroniony obiekt zabytkowy, dozwolone jest jednak na nich nurkowanie.

## Okręt w kulturze
Na pokładzie okrętu nakręcono niektóre ze scen filmu Leonarda Buczkowskiego pt. Rapsodia Bałtyku, który miał premierę 25 października 1935 r. Okręt występuje ponadto w kilku filmach dokumentalnych, w tym filmie pt.: „Dywizjon Kontrtorpedowców”. Pomimo względnie krótkiej i wcześnie zakończonej zatopieniem służby, okręt jest jednym z lepiej uwiecznionych na taśmie filmowej okrętów przedwojennej MW.
W grudniu 2018 został zaprezentowany trójwymiarowy cyfrowy model wraku, utworzony na podstawie podwodnych zdjęć fotograficznych i danych fotogrametrycznych, które zebrano w 2017 roku. Został on wykonany przez pracowników Działu Digitalizacji Narodowego Muzeum Morskiego przy dofinansowaniu ze środków Ministra Kultury i Dziedzictwa Narodowego.
Spadkobiercą nazwy „Wicher” i jego tradycji został radziecki niszczyciel typu „Skoryj” (r. bud. 1950), przekazany Polsce i wcielony do PMW z dniem 29 czerwca 1958 roku. Otrzymał numer taktyczny najpierw „54”, a od 1960 r. „274”. Wycofany ze służby pod koniec 1974 roku.
Na "Wichrze" pełnił służbę Augustyn Halotta, późniejszy aktor niezawodowy, odtwórca głównej roli w filmie Paciorki jednego różańca z 1979 w reżyserii Kazimierza Kutza.

## Dowódcy ORP „Wicher”
- od 8 lipca 1930: kmdr ppor. Tadeusz Morgenstern-Podjazd
- od 1 kwietnia 1933: kmdr ppor. Włodzimierz Kodrębski
- od 23 czerwca 1935: kmdr ppor. Ludwik Ziembicki
- od czerwca 1936: kmdr por. Stanisław Hryniewiecki
- od 26 maja 1937: kmdr ppor. Mieczysław Adamowicz
- od kwietnia 1938: kmdr por. Stefan de Walden[16].